# آپل‌ترن
آپل‌ترن (به هلندی: Appeltern) یک منطقهٔ مسکونی در هلند است که در وست ماس ان‌وال واقع شده‌است. آپل‌ترن ۸۳۵ نفر جمعیت دارد.

## نگارخانه

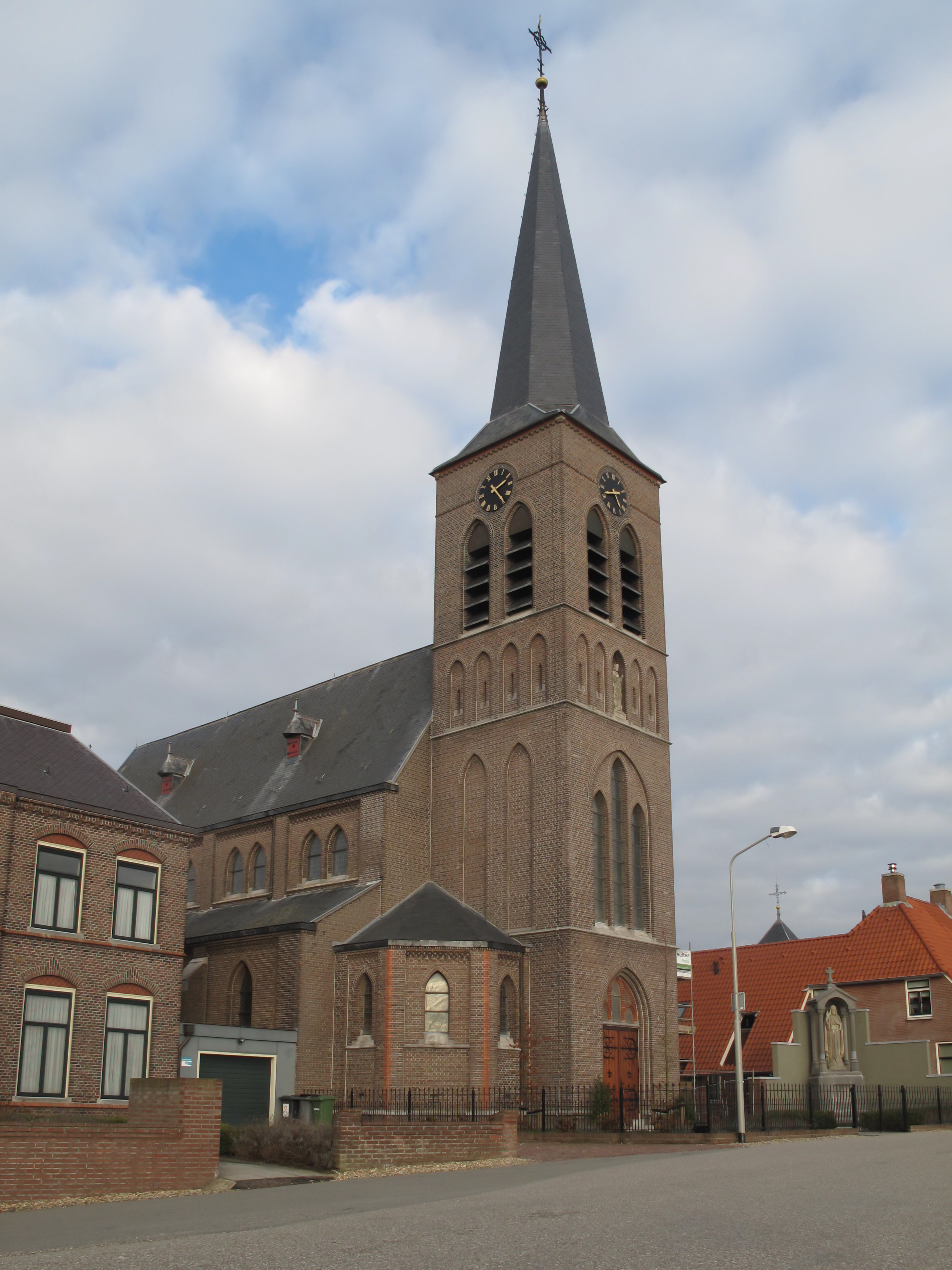
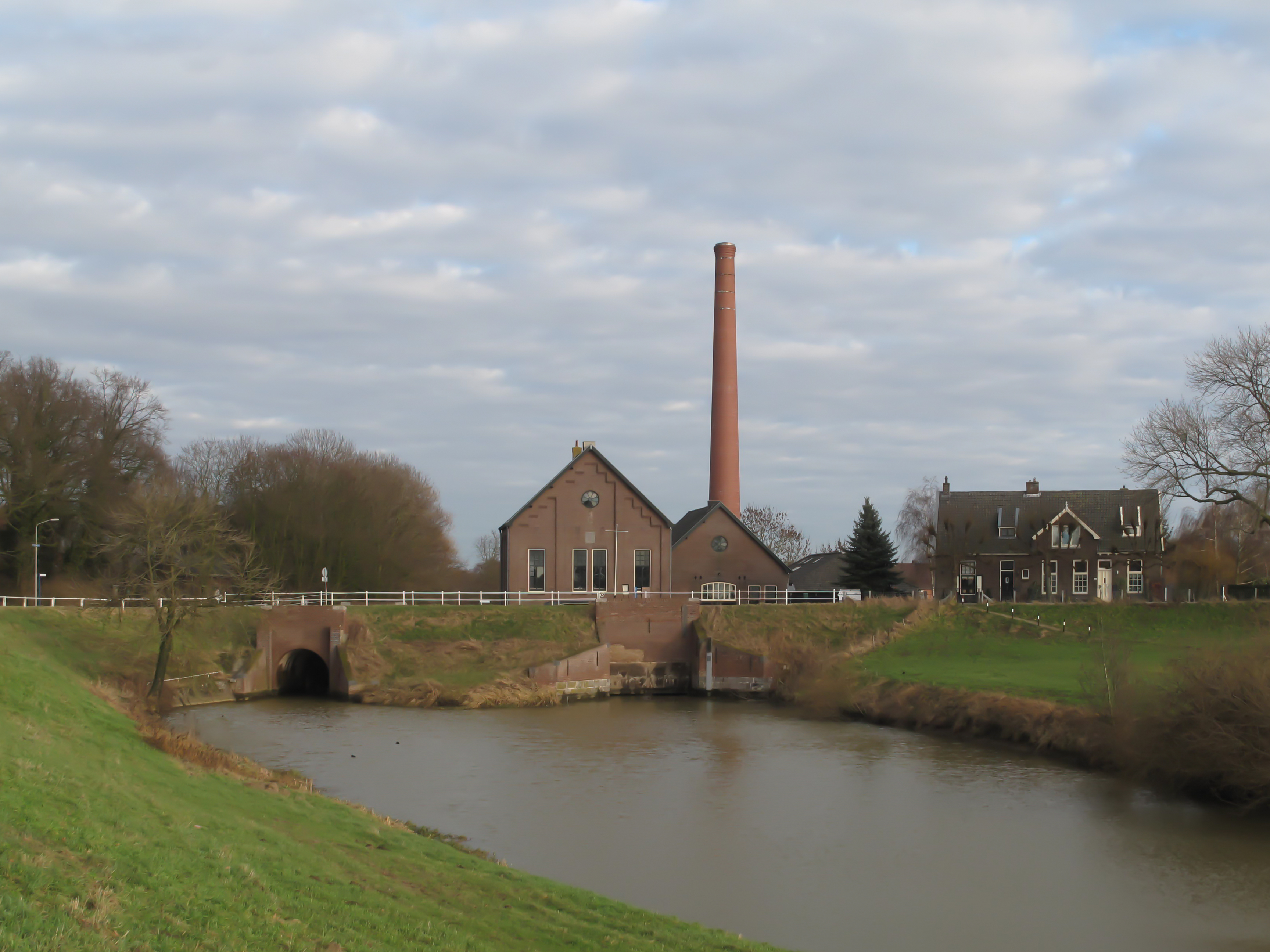
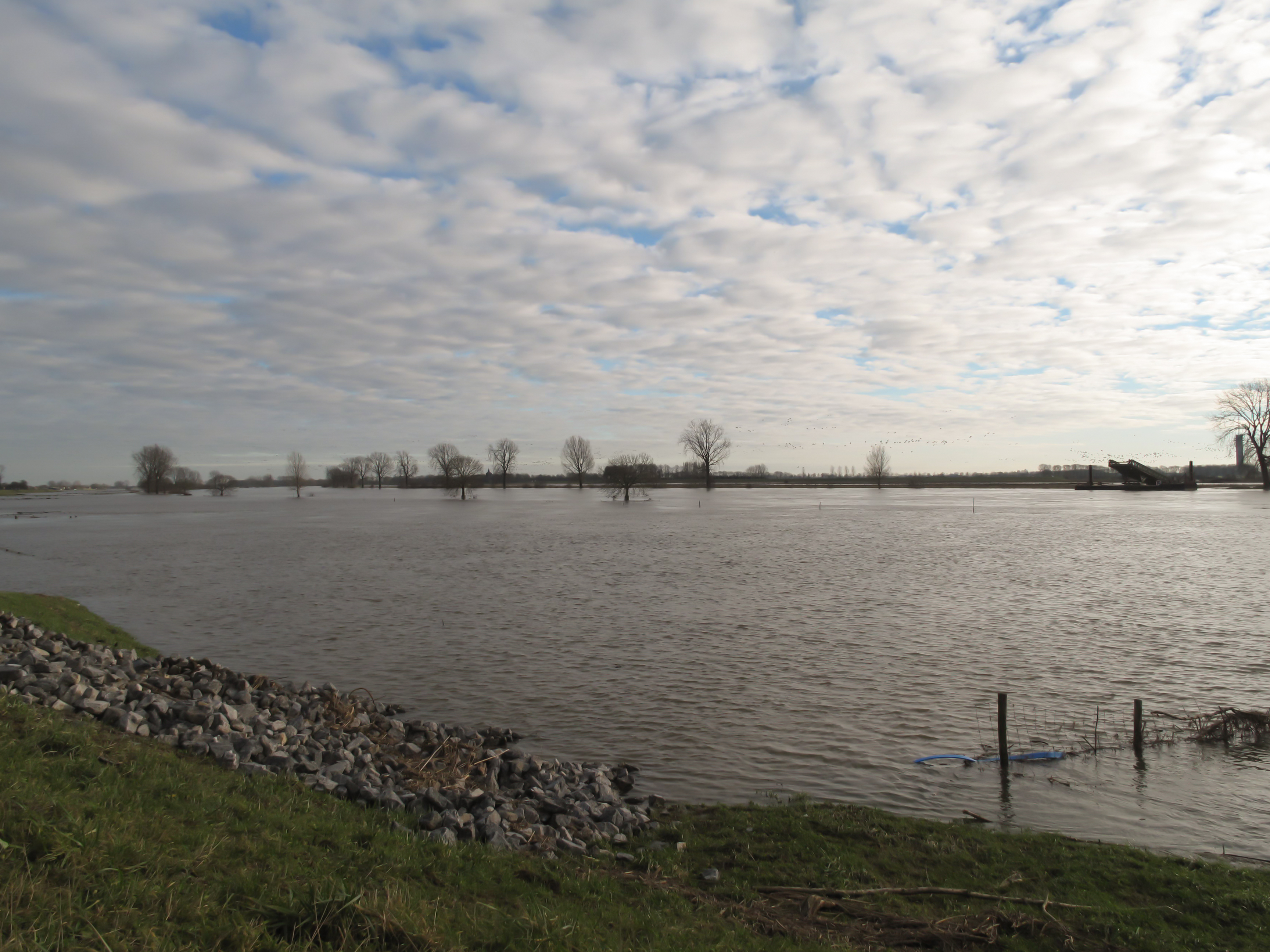